# ズンダレぽん
ズンダレぽん（4月3日 - ）は、日本のイラストレーター、原画家、漫画家。男性。福岡県出身・在住。

## 作品リスト

### 画集
- ズンダレぽん ARTWORKS Back and Belly （2011年7月8日発売[4]、コアマガジン、ISBN 978-4-86436-030-2）

### 漫画
現時点まで個人名義での単行本は未刊である。

#### 単行本未収録作品
- 茜新社
  - 朝の日課（comicちょいS! Vol.10 2008年5月）
  - のぞき（comicちょいS! Vol.12 2008年9月）
  - 婚前トレーニング（comicちょいS! Vol.14 2009年1月）
  - 全裸で正座（COMIC天魔 2010年4月号）
  - 小さな葛篭（COMIC天魔 2011年3月号）
  - 幼馴染は女の子です。（COMIC天魔 2011年12月号）
- 双葉社
  - おむかえの時間（メンズヤング 2007年12月号）
- 若生出版
  - プール監視員の憂鬱（COMICプルメロ 2008年9月号）
  - 夏まつり（COMICプルメロ 2008年10月号）
  - 秘湯のデトックスサービス（蜜漫 2009年1月号）
  - うさぎの躾（COMICプルメロ 2009年3月号）
  - 過激な淑女（蜜漫 2009年5月号）
  - 超ハイレグお姉さん（蜜漫 2009年6月号）
  - 就活前戯（COMICプルメロ 2011年9月号）
  - 初不倫（COMICプルメロ 2012年2月号）
  - 謎のヌルヌル（COMICプルメロ 2014年3月号）
- ワニマガジン社
  - 女将のふでおろし（COMIC快楽天 2006年12月号）
  - 女王様の筆おろし（COMIC快楽天 2007年5月号）
  - 海女さんのふでおろし（COMIC快楽天 2007年9月号）

#### アンソロジー収録作品
- 天使のお説教（ホビージャパン 『クイーンズブレイドアンソロジーコミック3』収録 2007年11月25日発行[5]）
- ※収録作品不明※ （ホビージャパン 『クイーンズブレイド 流浪の戦士 コミックアラカルト2』収録 2009年6月25日発行[6]）

### キャラクターデザイン

#### アダルトゲーム
- アラカルト（アクトレス、2000年7月27日）
- 愛妻 ai-sai（プリマ、2000年11月21日）
- 偽りの絆（マシス、2001年7月13日）
- すらっぷスティック（プリマ、2002年8月23日）
- 人妻奴隷喫茶（BLACK Lilith、2003年10月31日）
- 人妻奴隷喫茶2（BLACK Lilith、2003年12月26日）
- 巨乳人妻教師 〜恥辱の校内調教〜（BLACK Lilith、2004年5月3日）
- 巨乳人妻教師 〜恥辱の校内調教〜ML（BLACK Lilith、2004年10月1日）※『巨乳人妻教師 〜恥辱の校内調教〜』のメディ倫対応版（追加シナリオあり）。
- ふたりはいつもいっしょなり 〜淫汁絶頂な関係〜（わるきゅ〜れ、2004年11月26日）
- 妖魔受胎 〜淫獄の退魔士〜（BLACK Lilith、2004年12月28日）
- 姉☆孕みっくす2（Lilith、2005年12月29日）※第1作の原画担当は奈塚Q弥。
- 少女スレイブ 〜お嬢様は家庭教師の精液人形〜（Cybele、2006年6月30日）
- 隷嬢姉妹スレイブ（黒姫、2006年8月25日）※『少女スレイブ 〜お嬢様は家庭教師の精液人形〜』の別レーベル版。
- 人妻奴隷計画（BLACK Lilith、2007年2月2日）
- エルフ姫ニィーナ 〜受胎蹂躙〜（BLACK Lilith、2008年6月27日）
- 触装!魔法少女ヒカル （BLACK Lilith、2009年10月30日）
- 雷光の退魔師 〜ナナホ淫神復活〜（BLACK Lilith、2010年12月3日）

#### ドラマCD
- とらぶる☆ティーチャー’S（コアマガジン『G-type』、2003年6月 - 2004年6月）
- シャルロット〜Charlotte〜（コアマガジン『G-type』、2004年10月 - 2007年4月）
- 皇女フランチェスカ（コアマガジン『G-type』、2007年6月 - 2008年4月）
- ふたりのジャンヌ（コアマガジン『G-type』、2008年6月 - 2009年12月）
- 僕の妻はフランチェスカ＝パトリック＝ハワード（コアマガジン『G-type』HARDREMIXツンデロcollection、2009年）
- 世界はわたしにひざまずく！（コアマガジン『G-type』、2010年2月 - 2010年10月）
- めりけんジャップ（コアマガジン『G-type』、2010年12月 - 2011年2月）
- パゾリーニに花束を（コアマガジン『G-type』、2011年2月 - 2011年4月）
- フランチェスカ〜Francesca〜（コアマガジン『G-type』、2011年4月）

#### ビジュアルBOOK
- クイーンズブレイド 帝都の聖女 メルファ（2007年6月29日発売[7]）
- クイーンズゲイト 一年A組委員長 服部絢子（2010年6月25日発行[8]）
- ビジュアルBOOK&CD 雷光の退魔師ナナホ（2012年1月31日発売[9]）

### 挿絵
- 二次元ドリームノベルズ
  - カリスマ狂騒曲 由香ちゃんの買ってもイケない!?（著者：下条流星、1999年12月22日発売[10]）
- ぷちぱら文庫
  - 催眠ファンタジア～聖女から魔王まで、種付け腹ボテやり放題!!～（著者：北原みのる、2013年7月13日発行[11]）
  - 俺の催眠ファンタジア～エロ催眠で戦女神から魔王までハメ放題!!～（著者：北原みのる、2015年1月16日発行[12]）
- リアルドリーム文庫
  - 看護婦姉妹と令嬢実習生 魅惑の入院体験（著者：岡下誠、2008年11月22日発売[13]）
  - 淫辱の秘書研修 令嬢は性隷に堕ちる（著者：岡下誠、2009年4月22日発売[14]）
  - 若妻柔肌レッスン（著者：庵乃音人、2009年9月26日発売[15]）
  - いけない薄着合宿 人妻と女子大生と女子高生（著者：草飼晃、2010年2月24日発売[16]）
  - 女子大生お姉様の濡れ舌個人指導（著者：斐芝嘉和、2010年7月22日発売[17]）
  - 恥じらい薄着検診 女子高生入院ダイアリー（著者：草飼晃、2011年10月24日発売[18]）
  - 母娘狂艶 誘う叔母、惑わす従妹 （著者：屋形宗慶、2012年2月22日発売[19]）
  - 誘惑の家 四姉妹と僕の蜜色生活（著者：北條拓人、2013年6月29日発売[20]）
  - 艶母散華 息子の友人に犯されて（著者：空蝉、2014年3月27日発売[21]）
  - 女子大生家庭教師 魅惑のご褒美レッスン（著者：早瀬真人、2016年11月1日発売[22]）

### 雑誌表紙
- コアマガジン『G-type』（2010年4月 - 2011年4月）